# Anton Franz
Anton Franz (* 22. Juli 1887; † Juni 1962 in Lohr am Main) war ein deutscher Kommunalpolitiker.

## Werdegang
Der Malermeister Franz war von 1924 bis 1933 Mitglied des Stadtrats von Lohr. Nach Ende des Zweiten Weltkriegs wurde er 1945 durch die amerikanische Militärbehörde zum Bürgermeister und Landrat des Landkreises Lohr bestimmt.
Er war Gründungsmitglied der CSU in Lohr und in Unterfranken sowie Vorstandsmitglied der Handwerkskammer für Unterfranken.

## Ehrungen
- 1956: Verdienstkreuz am Bande der Bundesrepublik Deutschland